# 예멘 혁명
예멘 혁명(Yemeni Revolution)은 2011년 이집트 혁명과 동시에 2011년부터 2012년까지 예멘에서 일어난 대규모 반정부 시위다. 예멘 봉기(Yemeni uprising)라고도 한다. 초기에는 실업과 경제 불황, 부패에 항거하여 시위를 시작했으나 시위가 확대되어 알리 압둘라 살레 대통령을 퇴진시켰다.
2011년 1월 27일 예멘의 수도인 사나에서 16,000명의 시위대가 운집하며 대규모 시위가 열렸다. 2월 2일 알리 압둘라 살레 대통령이 2013년 대선에 출마하지 않을 것이며 그의 아들에게 권력을 넘기지 않을 것이라고 발표했다. 2011년 8월에, 사망자와 부상자 모두 1,000명이 넘었다. 2011년 11월 24일에 살레 대통령이 권력을 이행하게 된다.

## 배경

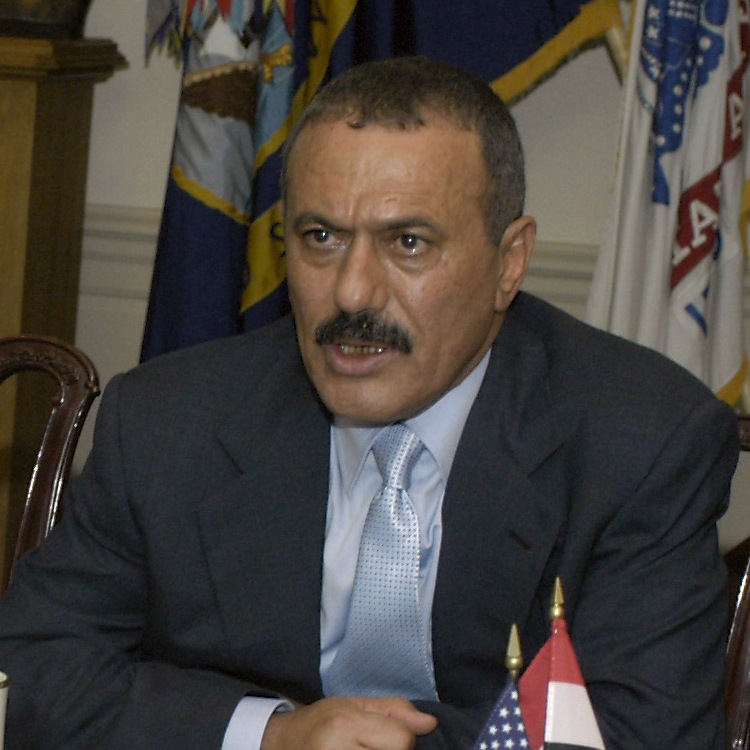
알리 압둘라 살레는 1978년부터 1990년까지 북예멘의 대통령, 1990년부터 2011년까지 예멘의 대통령을 지냈다.

예멘은 아랍 국가들 가운데 최빈국으로 손꼽히며, 예멘 인구의 절반 가량이 하루에 2달러 미만의 생계비로 살고 있고, ⅓이 만성적인 기아로 고통받고 있다. 2010년 국제투명성기구가 실시한 조사와 부패지수에서 146위를 기록했다.
살레 예멘 대통령은 30년 넘게 예멘을 통치하고 있으며, 여당인 국민전체회의는 2010년 12월부터 대통령 직의 임기 검토에 착수했으며, 이러한 움직임이 대통령 임기를 무기한으로 연장하는 것을 허용하는 사실상 종신 대통령제의 도입과 연결되어 비판받아 왔다. 그 뿐만 아니라, 많은 사람들이 아들인 예멘 공화국 수비대 사령관 아메드 살레가 그의 후계자가 될 것이라고 간주하는 등, 철권 통치에 대한 불만이 오랫 동안 쌓여있었다.
또한 예멘은 1990년까지 분단국가였으며, 통일된 이후인 1994년에도 남북 간의 전쟁이 일어나는 등, 남예멘에서는 현재에도 분리론자들이 폭동을 일으키고 있다. (남예멘의 혼란은 북예멘 중심의 정책에 대한 불만에서 비롯되었다.) 북예멘에서는 분리를 원하는 시아파들이 폭동을 일으키고 있으며, 아라비아 반도 알카에다 (AQAP)의 활동이 활발해지고 있다.

## 과정

### 반정부 시위
튀니지 벤 알리 정권이 전복된 지 4일 후인 1월 18일, 수도 사나의 사나 대학교에서 학생 수백명이 반정부 시위를 열었다. 이에 경찰이 충돌하고 위협 발포가 일어나는 혼란이 빚어졌다.
1월 22일, 사나 대학교에서 다시 시위가 발생해, 학생뿐만 아니라 예멘 개혁당 등 여러 야권 세력과 함께 2,500 명이 참여하였다. 치안 부대는 최루탄을 쏘면서 반정부 시위에 대응하였고, 동시에 정부 지지측인 국민전체회의 세력의 학생들도 시위를 열었다. 1월 22일의 반정부 시위가 살레의 이름으로 비판된 최초의 반정부 시위로 여겨졌다. 1월 23 일에는 사나에서 시위 참가자 19명이 체포되었다.
반정부 시위는 수도 사나 뿐만 아니라, 분리 독립 폭동이 여러 번 일어났던 남부에서도 벌어져 1월 20일에는 수천 명 규모의 반정부 시위가 발생하였다. 남부 아덴에서 반정부 시위를 하고 있던 한 사람이 경찰에 사살되었으며, 아비얀 주의 한 도시에서도 알카에다로 추정되는 사람이 병사 한 사람을 사살하는 등 양측에서 모두 피해자가 나왔다. 1월 27일, 사나에서 벌어진 시위에는 1만 6천명이 참가해 역대 최대 규모의 반정부 시위가 열렸다.

### 살레의 차기 대통령 선거 불출마
계속되는 반정부 시위에 알리 압둘라 살레 대통령은 감세, 물가 억제 정책을 발표하였다. 또한 빈곤 가구에 현금을 지급하거나, 공립 대학의 학비를 면제하는 등의 정책을 펴는 등 국민들의 불만을 막기 위해 대응에 쫓겼다. 대규모 시위를 하루 앞둔 2월 2일, 살레는 의회에서 2013년에 대통령에서 물러나고, 아들 아마드 살레에게 권력을 세습하지 않는다고 밝혔다.
하지만 어디까지나 대통령의 즉각 퇴진을 요구하는 야권 측은 2월 3일, 시위를 예정대로 실시하고, 이 날을 "분노의 날"로 선언하였다. 처음에는 타흐리르 광장에서 진행될 예정이었으나, 대통령을 지지하는 국민전체회의 세력의 광장을 가득 메운 시위로 장소가 사나 대학교로 변경되었다. 사나 대학교에서는 수만명의 인파가 몰렸다. 또한 이날 아덴에서 열린 반정부 시위에는 치안 부대가 발포했으며, 3일에는 익명의 해커 집단이 대통령 웹사이트를 공격해, 잠시 동안 웹사이트를 볼 수 없었다.
3월 1일부터 반정부 시위가 확대되었으며, 북부 암란에서는 반정부 시위대에게 군이 발포해 2명이 사망하였다. 북부 셈라에서도 반정부 시위대에게 군이 발포해 4명이 사망하고 7명이 부상하였다. 수도 사나의 경우에는 수만명 규모의 반정부 시위가 발생하였다. 3월 18일, 사나 대학교 교내에 있는 반정부 시위대와 무장한 정부 지지자들이 충돌하였고, 이에 건물 옥상과 건물 안에 있었던 치안 부대의 저격수들이 실탄을 이용해 반정부 시위대에게 발포, 52명이 목숨을 잃었다. 100명 이상이 부상했으며, 희생자의 숫자는 반정부 시위 발생 이래 최대 규모가 되었다. 피해자들의 대부분이 머리 부분이나 목을 총격 당했다고 하며, 이 사태의 영향으로 살레 대통령은 전 국토에 국가비상사태를 선언하였다.
3월 19일, 살레의 출신 부족인 하시드 부족 연합의 사디크 알아흐마르 (Sadiq Al-Ahmar) 족장이 대통령의 퇴진을 요구하는 설명을 발표하고, 반정부 시위대를 정식으로 지지하였다. 이어서 인권장관, 관광장관, 국제 연합 대사, 시리아, 이집트, 사우디아라비아, 레바논, 중화인민공화국의 각국 주재 대사, 아덴 주의 지사, 국민 전체 회의의 몇 간부도 18일에 벌어진 사태에 항의하고자 3월 20일에 사임하였다. 또한 예멘군 내부에서도 대장 2명, 장교 60명, 내무부 직원 50명이 반정부 시위자들의 지지를 표명하였고, 살레의 이복 남동생 알리 모흐센 알아흐마르 (Ali Mohsen Al-Ahmar) 육군 제1기갑 사단장도 알자지라를 통해 반정부 시위대를 지지한다는 성명을 발표하였다. 한편, 예멘 국방장관은 "군은 대통령을 지지하고 있다"고 말하며, 대통령 궁전과 정부 관계 시설에 살레의 장남 아마드가 사령관을 맡고 있는 공화국 수비대가 배치되었다.

### 중재 시도
살레는 기세가 꺾일 기색이 없는 반정부 시위에 대처하기 위해 3월 21일, 연내 퇴진 제안을 측근 등에 전했고, 다음날 대변인을 통해 이러한 내용이 발표되었다. 3월 23일, 살레는 야당, 군사령관 등과의 회담에서 연내에 대통령 선거를 실시한다는 말을 했으나, 야당 측이 요구하는 대통령 즉각 퇴진은 또 다시 거부하였다. 한편으로는 22일 비상사태법이 성립되었으며, 이 법은 반정부 활동을 막기 위해 만들어졌다.
걸프 협력 회의 (GCC)는 살레의 1개월 이내 퇴진과 소추 면제 조건을 포함한 수습안을 제시하였고, 살레는 4월 23일에 이 안에 대한 수락을 표명하였다. 하지만 반정부 시위의 기세는 여전히 꺾이지 않았고, 세계 여러 나라는 살레의 퇴진 표명을 환영했으나, 4월 24일 태도를 바꿔 정권의 조기 이양을 거부를 표명하였다. 4월 30일에는 이전에 제시된 조정안에 서명을 거부하였다.
걸프 협력 회의는 그 후에도 조정안을 축으로 한 협상을 계속했으나, 5월 초에는 반정부 세력도 조정안을 거부하였다. 5월 18일에는 살레가 다시 조정안 수락을 표명했다고 전해졌으나, 다음날 다시 거부를 표명하였다. 5월 21일에는 야권 세력이 조정안을 받아들였으지만, 살레 측은 수락을 거부하는 자세를 굽히지 않고, 걸프 협력 회의는 중개를 단념하였다.

### 봉기
주변 국가들에 의한 조정이 실패함으로 인해, 5월 하순부터 치안 부대와 반정부 세력 간의 충돌이 격화되었다. 5월 25일부터 5월 26일에 걸쳐 50명 이상이 사망했으며, 정부와 적대하는 부족의 지도자에게 구속 영장이 나오는 등, 예멘은 내전 상태에 돌입하였다. 5월 말에 열린 제37회 주요국 정상 회의에서는 정상 선언으로 살레의 퇴진과 평화적인 정권 이양을 요구하였다. 5월 26일에는 치안 부대와 반정부 세력 부족 사이에 정전 합의가 이루어져 잠시 동안 전투가 멈추었다.
5월 29일에는 치안 부대가 반정부 시위대에게 발포해 20명 이상이 사망하는 등 혼란이 계속되었으며, 무장한 알카에다계 조직이 치안 부대와 충돌하였다. 정부는 알카에다의 활동에 대처하기 위해 5월 30일, 알카에다에게 점령된 지역을 공중 폭격하였다. 그 후에도 충돌에 따른 희생자의 수는 계속해서 증가하였다.
6월 3일, 반정부 부족의 간부가 정부군에 의해 자택이 포격되는 일이 있었으며, 대통령의 사망설도 돌았으나, 살레는 당일 국영 TV에서 건재함을 과시하며, 반정부 부족에 대한 공격을 철저히 하도록 지시하였다. 다음날 6월 4일, 부상을 입은 총리 알리 모하마드 무자와르와 함께 사우디아라비아의 병원으로 이송되었으며, 부통령 압드 알라브 만수르 알하디가 대통령 권한 대행으로 취임하였다. 이러한 정치 공백을 틈 타 알카에다가 예멘을 위협하지 않도록, 미국이 반정부 조직에 대한 공격을 강화하고 있다는 소식이 보도되었다.
6월 14일에는 살레가 사우디아라비아에서 순조롭게 회복하고 있음이 알려졌다. 6월 17일 사우디아라비아의 정부 당국자가 살레가 예멘에 귀국하지 않을 경우의 전망을 언급하였으나, 예멘 외무부 간부는 이를 부정하였다. 7월 7일 입원 중인 모습이 예멘 국영 방송에 나와 약 1개월 만에 대중에게 모습을 드러냈다. 살레는 국영 방송의 연설에서 8번 수술 받은 사실을 밝혔으며, 반정부 세력과의 대화를 촉구했으나 자신의 퇴진에 대해서는 언급하지 않았다. 살레와 총리 무자와르는 8월 6일 퇴원했지만, 사우디아라비아에 머물고 있으며, 예멘 귀국 가능성은 미지수이다.

## 분석

### 분홍색의 사용

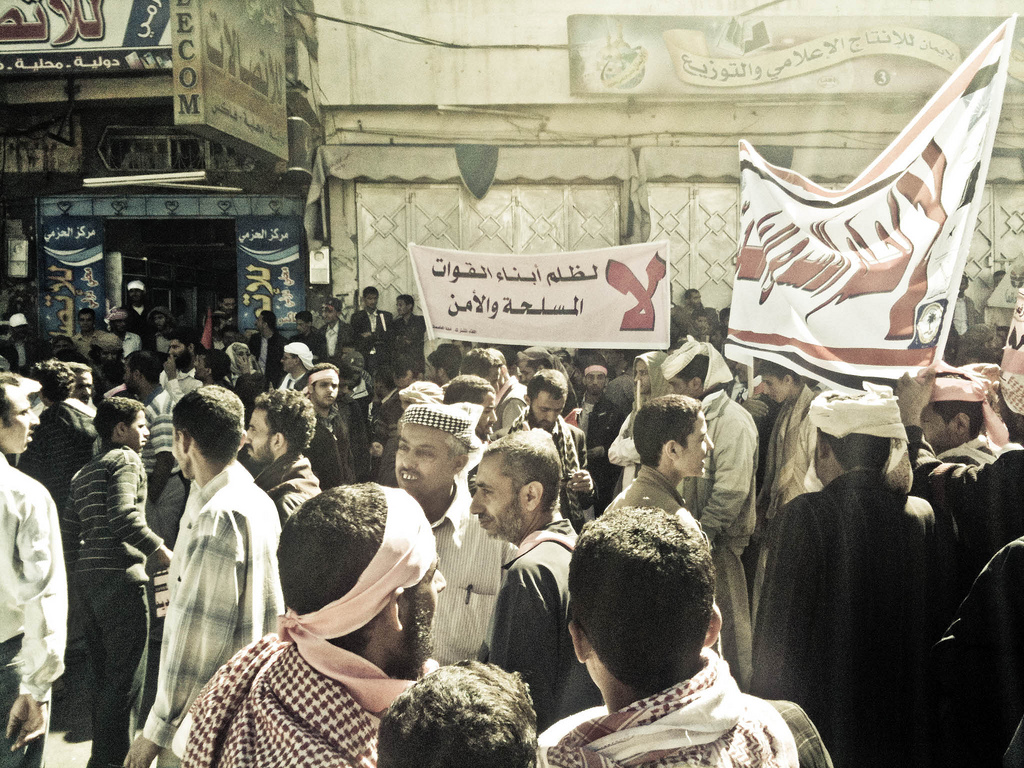
분홍색 두건을 사용하고 있는 예멘 반정부 시위대

예멘 시위대는 자스민 혁명과 비폭력성을 상징하기 위해 분홍색 리본을 사용했다. 예멘 국회 의원이자 반정부 인사인 '샤우키 알 카디'는 사랑과 평화의 메시지를 전하기 위해 분홍색을 선택했다고 말했다.

## 같이 보기
- 알카에다 아라비아반도 지부
- 세계 자유 지수
- 타우왁쿨 카르만
- 후티 쿠데타